# Юхен
Юхен (нім. Jüchen) — комуна в  Німеччини, в  землі Північний Рейн — Вестфалія.
Підпорядковується  адміністративному округу Дюссельдорф. Входить до складу району  Райн-Нойс. Населення становить 22,7 тис. чоловік (2009); в 2000 р. — 22,6 тисяч. 
Займає площу 71,84 км².  Офіційний код — 05 1 62 012.
Комуна підрозділяється на 30 сільських округів.